# George Thomas Anderson

George Thomas Anderson

George Thomas Anderson (* 3. Februar 1824 in Covington, Newton County, Georgia; † 4. April 1901 in Anniston, Alabama) war ein Brigadegeneral des Konföderierten Heeres im Amerikanischen Bürgerkrieg.

## Leben
Anderson wurde in Georgia geboren und wuchs auf der elterlichen Farm auf. Er besuchte das Emory College in der Nähe von Covington, verließ es aber vorzeitig 1847, um im Krieg mit Mexiko zu kämpfen. Binnen kürzester Zeit wurde er 2nd Lieutenant und kämpfte bis 1848 meist rund um Mexiko-Stadt. Während dieser Zeit stand er unter dem Kommando von Generalmajor Stephen W. Kearny. Ende des Jahres musterte er in Mobile, Alabama ab, siedelte im Walton County in Georgia, arbeitete als Farmer und als Agent der Eisenbahn. Auch heiratete er hier Elizabeth Ramey.
Einige Jahre später nahm er das Angebot als Captain des 1. Kavallerie-Regiments der US-Armee zu dienen an und diente bis 1858, kehrte zurück ins Walton County und arbeitete weiterhin als Farmer. Mit Beginn des Bürgerkrieges wurde Anderson zum Captain der Walton-Infanterie gewählt, die als Kompanie H in das 11. Georgia-Regiment aufging. Am 2. Juli 1861 traf das Regiment in Atlanta ein und Anderson wurde zum Colonel befördert. Als Colonel des 11. Georgia-Regiments sowie später als Brigadegeneral und Kommandeur der Anderson-Brigade war er in die meisten Schlachten im Osten involviert bis zum Appomattox-Feldzug. Insgesamt waren es 38 Schlachten, davon 14 allein in der Zeit von Mai bis Dezember 1862.
Nach dem Bürgerkrieg betätigte sich Anderson als Frachtagent. 1870 starb seine Frau und 1872 wurde General Anderson Marshal bzw. Polizeichef der Atlanta-Polizei. 1881 verließ er Atlanta und zog nach Tuscaloosa, wo er die nächsten acht Jahre als Verkäufer arbeitete und Linda Spiller heiratete, mit der er später zwei Kinder hatte. 1889 zog er nach Anniston, arbeitete zuerst als Angestellter der Stadt, dann als Polizeichef und schließlich als Steuereintreiber im Calhoun County. Diese Tätigkeit führte er bis 1901 aus, bis wenige Tage vor seinem Tod.